# Улица Академика Королёва (станция монорельса)
«У́лица Акаде́мика Королёва» — закрытая станция Московского монорельса. Располается между станциями «Телецентр» и «Выставочный центр». Находится на территории Останкинского района Северо-Восточного административного округа города Москвы.

## История
20 ноября 2004 года линия монорельса начала работать в «экскурсионном режиме» и перевезла первых пассажиров (ранее запуск трассы планировался на 2003 год). На линии работало 2 состава, интервал движения — 30 минут, время работы — с 10:00 до 16:00, посадка осуществлялась только на станции «Улица Сергея Эйзенштейна», выход на любой станции. Линия монорельса официально считалась «экспериментальной».
Для входа станцию открыли 1 сентября 2006 года.
С 10 января 2008 года по 22 января 2017 года Московский монорельс работал в режиме городского общественного транспорта, станция была открыта для входа и выхода пассажиров с 6:50 до 23:00.
С 23 января 2017 года с возвращением экскурсионного режима станция открывалась для пассажиров с 7:50 до 20:00.
Закрыта вместе со всеми станциями монорельса вечером 27 июня 2025 года.

## Вестибюли и пересадки
Над платформами имелся ещё один этаж, на котором находился распределительный вестибюль, а внизу под станцией проходит линия трамвая. К вестибюлю вели лестничные пролёты и 2 нитки сдвоенных эскалаторов.
В 800 метрах от станции находится южный вход ВДНХ.

## Наземный общественный транспорт
На этой станции можно пересесть на следующие маршруты городского пассажирского транспорта:

## Особенности
Данная станция имела значительные отличия от других станций Московского монорельса:
- Наличие двух боковых платформ.
- Расположение на высоте 12 метров.
- Крытые платформы.

## Станция в цифрах
- Код станции — 203.
- Станция открывалась в 7 часов 50 минут и закрывалась для входа пассажиров в 20 часов 00 минут[2].

## Техническая характеристика
Платформа раздельного типа. Длина: 40,15 м. Ширина: 2×4,8 м. Высота над землёй: 12 м.

## Фотографии

### Строительство
| - Строительство, октябрь 2002 - Строительство, октябрь 2002 |

### Действующая станция
| - Платформы станции - Скамейка на станции - Прибытие поезда на станцию - Поезд на станции - Отправление поезда со станции - Табличка с названием станции - Вход на станцию |